# Pilar Albajar
Pilar Albajar (Huesca, 1948) es una fotógrafa y profesora de imagen digital española, pionera en la exploración de la imagen digital.

## Biografía
Nació en Huesca en 1948.Estudió Filología Francesa en la Universidad de Zaragoza y se trasladó a Montpellier, Francia, después de completar sus estudios. Vivió más de 30 años en Vitoria, donde sufrió la amenaza terrorista de ETA, y finalmente se trasladó a Zaragoza en 2011.

## Estilo artístico
Es una artista pionera en la exploración de la imagen digital, que realiza collage, fotomontajes y fotografía abstracta. Su estilo se caracteriza por la creación de imágenes a partir de ideas abstractas y la manipulación de la fotografía, una práctica que ha sido considerada controvertida hasta tiempos recientes. Albajar no solo captura imágenes, sino que las crea, desarrollando series temáticas en colaboración con Antonio Altarriba, quien actúa como guionista.

## Obra
Se dedica a la fotografía desde 1988, marcando pautas estéticas, y su marido crea los temas de las series y los elementos que intervienen en la misma.Su obra, que refleja un espíritu rebelde y crítico con el poder, ha sido ampliamente reconocida y exhibida tanto en Europa como en Estados Unidos.Albajar y Altarriba han tenido presencia en numerosas exposiciones por todo el mundo.

### Fotografías en fondos
- International Libraty of Photography, Houston.
- Fotofest Laser Disc Library, Houston.
- En Foco Inc., Nueva York.
- Fundación Caja Vital, Vitoria (España).
- Accademia Carrara di Belle Arti, Bérgamo (Italia).
- Archivo del Territorio Histórico de Álava, Vitoria (España).
- Centro de Fotografía Isla de Tenerife, Tenerife (España).
- L'Imagerie de Lannion, Francia.
- Museo Nacional de Bellas Artes, Buenos Aires (Argentina).
- Museo ARTIUM, Vitoria (España).
- Otras colecciones públicas y privadas.

### Libros de fotografía
- El elefante rubio: fotografías de 1988 a 2006 (Ayuntamiento de Vitoria-Gasteiz, 2007).[7]
- Vida salvaje (Cortes de Aragón, 2008).[8]

### Novelas
Ha publicado tres novelas en Avant Editorial: El amante ocasional, Patio interior y El eco de la campana.

## Premios y reconocimientos
Su figura se ha estudiado en el trabajo de investigación "Miradas invisibles: Memoria de mujeres fotógrafas en Huesca".